# Burmahare
Burmahare (Lepus peguensis) är en däggdjursart som beskrevs av Edward Blyth 1855. Lepus peguensis ingår i släktet harar och familjen harar och kaniner. Internationella naturvårdsunionen kategoriserar arten globalt som livskraftig.
Denna hare förekommer i sydöstra Asien från södra Kina (Yunnan) över Myanmar, Laos, Thailand och Kambodja till södra Vietnam. Den vistas där i låglandet och i låga bergstrakter. Habitatet utgörs av skogar samt busk- och gräsmarker.

## Underarter
Arten delas in i följande underarter:
- L. p. peguensis
- L. p. vassali